# جيم دنت
جيم دنت (بالإنجليزية: Jim Dent)‏ هو لاعب غولف أمريكي، ولد في 9 مايو 1939 في أوغستا في الولايات المتحدة. لعب محترفًا لما يقارب 50 عامًا في دورات اتحاد لاعبي الجولف الأمريكي وبطولات دورات هذا الاتحاد. في بطولات اتحاد لاعبي الجولف الأمريكي، فاز بتسع دورات وأحرز 9 ملايين دولار.

## وصلات خارجية
- جيم دنت على موقع رابطة لاعبي الغولف المحترفين (الإنجليزية)
- جيم دنت على موقع قاعة جورجيا للمشاهير الرياضية (مؤرشف) (الإنجليزية)
- جيم دنت على موقع قاعة جورجيا للمشاهير الرياضية (مؤرشف) (الإنجليزية)